# Ostrowiecki
Ostrowiecki là một huyện thuộc tỉnh Świętokrzyskie của Ba Lan. Huyện có diện tích 617 km². Đến ngày 1 tháng 1 năm 2011, dân số của huyện là 114025 người và mật độ 185 người/km².